# Lycaeides idas
Lycaeides idas är en fjärilsart som beskrevs av Zetterstedt. Lycaeides idas ingår i släktet Lycaeides och familjen juvelvingar. Inga underarter finns listade i Catalogue of Life.